# Nicomedes Pastor Díaz
Pour les articles homonymes, voir Pastor et Díaz.
Nicomedes Pastor Díaz Corbelle, né à Vivero le 15 septembre 1811 et mort à Madrid le 22 mars 1863, était un écrivain, journaliste et homme politique espagnol. 
Après des études de droit à Saint-Jacques-de-Compostelle et Alcalá de Henares, il devient avocat en 1833. Il s'installe à Madrid, où il fréquente de nombreux acteurs de la vie littéraire et intellectuelle espagnole de l'époque, notamment par l'intermédiaire de Manuel José Quintana. Il entame une carrière dans l'administration territoriale au milieu des années 1830 ; il est successivement nommé jefe político (dont les fonctions équivalent à peu près à celles d'un préfet de l'administration française contemporaine) à Ségovie, puis à Cáceres. 
De 1840 à 1843, en raison des troubles politiques, il se consacre principalement à des activités d'ordre littéraire et journalistique, après avoir passé deux mois en prison, suspect d'avoir été en relation avec le général O'Donnell. Il participe notamment en 1841 à la fondation du journal El Conservador, fermé l'année suivante par ordre du gouvernement ; en 1842 il fonde avec Gabriel García Tassara (es) le journal El Heraldo. Par la suite, il est élu député, puis nommé membre du gouvernement (ministre du Commerce, de l'Instruction et des Travaux publics en 1847, et ministre d'État en 1856) ; il s'acquitte de plusieurs missions diplomatiques (en Sardaigne en 1854, à Lisbonne de 1859 à 1861). Il est également membre de l'Académie royale espagnole à partir de 1847.